# Popacademie

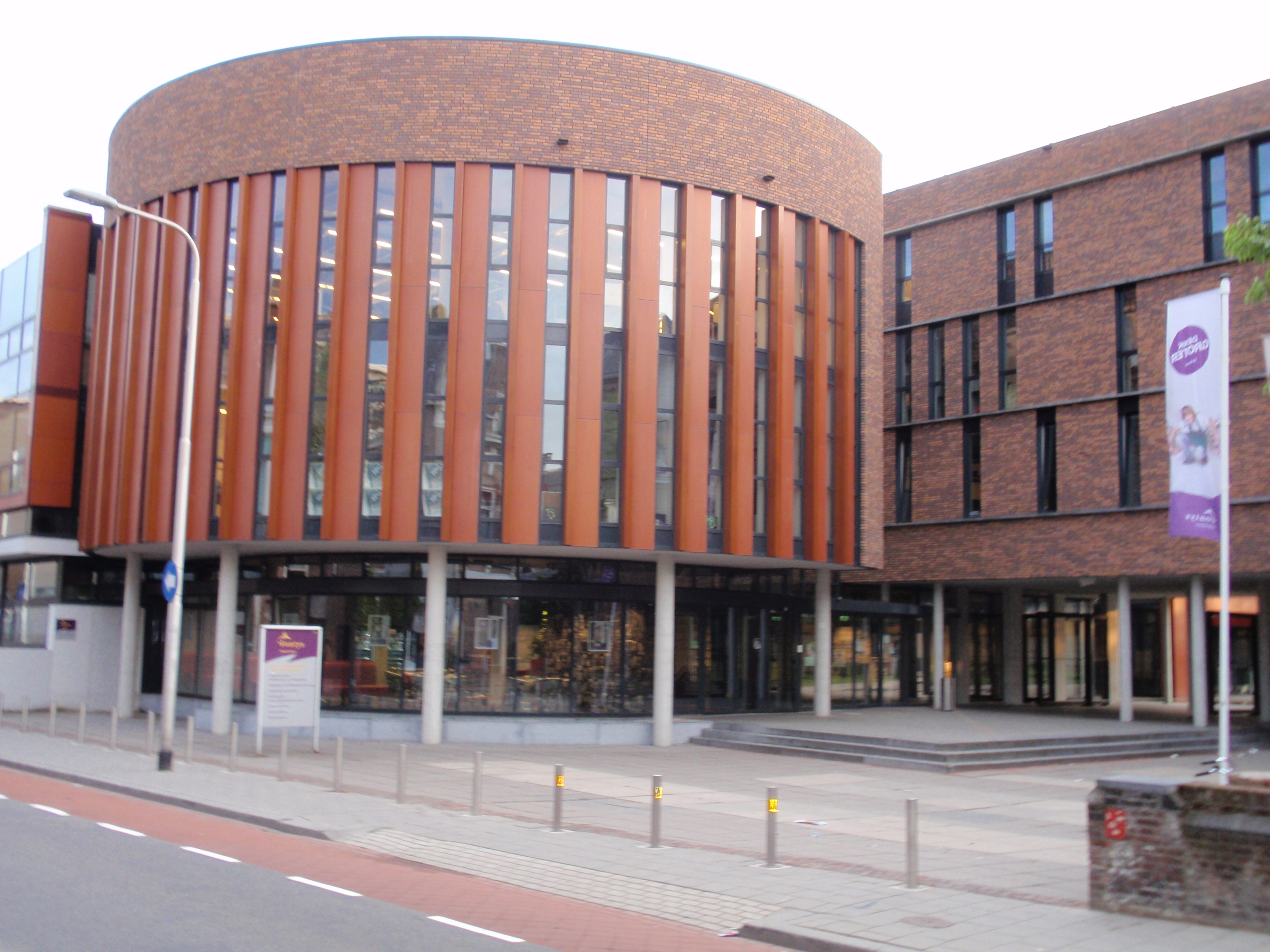
Rockacademie Tilburg

Een popacademie, ook wel rockacademie genoemd, is een muzikale studie die zich richt op het opleiden van leerlingen tot popmusici of beroepen die direct in verband staan met de popmuziekbranche, zoals geluidstechnicus, producer of componist van popmuziek.
Er zijn in Nederland zowel opleidingen op mbo-niveau als hbo-niveau. Tevens is er een aantal conservatoria die een studierichting popmuziek hebben.
In het Verenigd Koninkrijk zijn er een tiental opleidingen die de naam Access to Music dragen. Dit zijn vergelijkbare opleidingen als de mbo-opleidingen in Nederland.

## Mbo-opleidingen
- Herman Brood Academie, opleiding in Utrecht, onderdeel van MBO Utrecht
- Nederlandse Pop Academie, opleiding in Utrecht, onderdeel van ROC Midden Nederland
- AMP Albeda Muzikant/Producer, opleiding in Rotterdam, onderdeel van Albeda College
- Rock City Institute, opleiding in Eindhoven, onderdeel van Summa College
- Metal Factory, opleiding in Eindhoven, onderdeel van Summa College
- Ondernemend Artiest, opleiding in Almelo, onderdeel van ROC van Twente

## Hbo-opleidingen
- Fontys Rockacademie in Tilburg
- Academie voor Popcultuur in Leeuwarden
- ArtEZ Conservatorium in Enschede